# ادوارد سموها
ادوارد سموها (انگلیسی: Edward Smouha; ۱۷ دسامبر ۱۹۰۹ – ۱ آوریل ۱۹۹۲) ورزشکار دو و میدانی اهل بریتانیا بود.